# هاروکا فوکوهارا
هاروکا فوکوهارا (انگلیسی: Haruka Fukuhara; ۲۸ اوت ۱۹۹۸ – ) خواننده، صداپیشه، بازیگر، بازیگر خردسال، و مدل (شخص) اهل ژاپن است.